# Ceryx hyalina
Ceryx hyalina är en fjärilsart som beskrevs av Moore 1879. Ceryx hyalina ingår i släktet Ceryx och familjen björnspinnare. Inga underarter finns listade i Catalogue of Life.